# Bartold Kastrop
Bartold Kastrop (* ca. 1460 in Nörten; † ca. 1531 in Göttingen) war ein Bildschnitzer der Spätgotik im Raum Südniedersachsen.

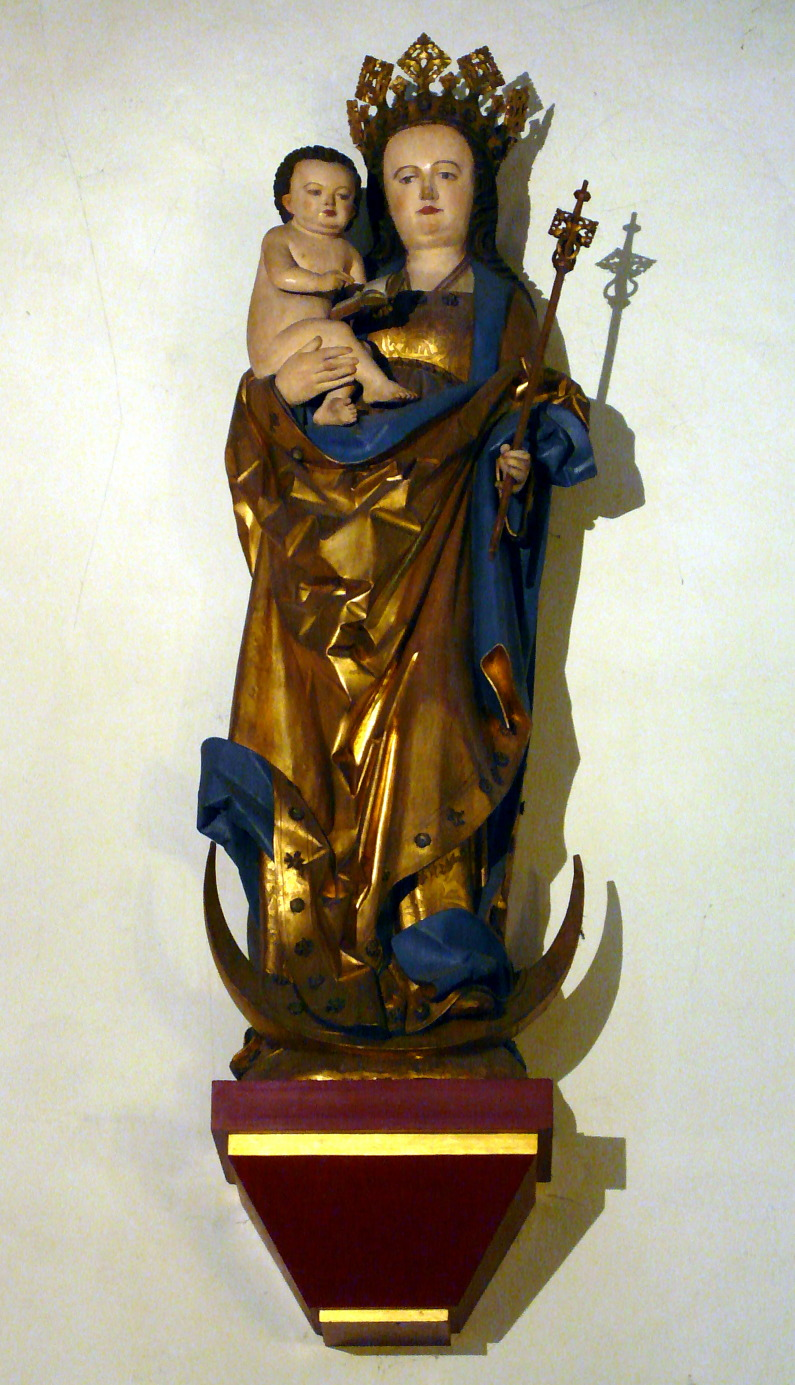
Bartold Kastrop: Mondsichelmadonna, St. Marien-Kirche Göttingen, 1524

## Leben
Das genaue Geburtsjahr von Bartold Kastrop ist nicht bekannt. Aus Signierungs-Inschriften auf den von ihm gefertigten Altären der Kirchen von Geismar und Hetjershausen kann der Geburtsort Nörten entnommen werden. Im Jahre 1488 gründete Kastrop einen Hausstand in Northeim und erwarb dort das Bürgerrecht und das Braurecht, nachdem Nörten 1486 in einer Fehde zerstört worden war. Elf Jahre später, 1499, verlegte Kastrop seinen Wohnsitz und Betrieb nach Göttingen, wo er spätestens ab 1503 ein Haus in der Barfüßerstraße an der Ecke zur Jüdenstraße besaß, das heute als Junkernschänke bekannt ist – die reichen Schnitzereien am Haus wurden allerdings größtenteils bei einem Umbau nach seinem Tod erstellt. Steuerlisten der Jahre 1503 bis 1517 lassen auf eine gute wirtschaftliche Entwicklung seiner Bildschnitzerwerkstatt in Göttingen schließen. Obwohl es in Göttingen im Zuge der Reformation nicht zu Bilderstürmereien so großen Ausmaßes wie in anderen Orten kam, waren religiöse Bildschnitzereien, insbesondere Heiligenfiguren, seit den Jahren 1529/30 nicht mehr gefragt, einige Werke wurden ganz oder teilweise zerstört von ihren Standorten entfernt.
Bartold Kastrop starb bald nach der Reformation in Göttingen, denn in einer Kämmereirechnung des Jahres 1532 wird seine Witwe genannt.

## Wirken
Aus der Zeit vor 1499 sind von Bartold Kastrop keine Werke bekannt, die ihm sicher zugeordnet und datiert werden können. Ab 1500 war dagegen die Bildschnitzkunst im Raum Göttingen fast allein durch ihn bestimmt.
Seine Arbeiten zeichnen sich unter anderem durch ruhige Figuren, charakteristischen, teils harten Faltenwurf der Gewänder, kräftige Hälse, abfallende Schultern auch bei den männlichen Figuren sowie besonders bei den Mariendarstellungen eine hohe, runde Stirn, einen schmalen Mund und eine kleine Nase aus. Genau wie die Werke seines Zeitgenossen Tilman Riemenschneider waren die Schnitzwerke Kastrops auf farbige Gestaltung angelegt. Sie zeigen in Gesichtsausdruck und ruhiger Haltung eher eine „heile Welt“. Eine bemerkenswerte Ausnahme bildet das bruchstückhaft erhaltene Passionsrelief der Dorfkirche in Bühle, dessen Datierung nicht sicher ist.
Ein Schwerpunkt der Schnitzereikunst Kastrops liegt auf Darstellungen und Altären zur Ehre Marias. Fast alle seiner überlieferten Reliefs und Skulpturen gehörten ursprünglich zu Altarschreinen.
Bartold Kastrop arbeitete eng mit dem Göttinger Maler Hans Raphon und später mit seinem Schwager Heinrich Heisen zusammen, die seine Schnitzaltäre farbig gestalteten und teilweise auch die Rückseiten der Altartafeln bemalten.
Durch seine qualitätvollen Werke, von denen noch viele überliefert sind, hat er die Bildschnitzkunst im südniedersächsischen Raum zu Anfang des 16. Jahrhunderts maßgeblich geprägt. Zahlreiche Werke dieser Zeit weisen seinen Einfluss auf, auch wenn sie nicht sicher ihm direkt oder seiner Werkstatt zugeordnet werden können. Als Höhepunkt des Schaffens von Bartold Kastrop wird der 1509 entstandene Marienaltar der Kirche in Hetjershausen angesehen.

Die Bartold-Kastrop-Straße in Nörten-Hardenberg und der Bartolt-Kastrop-Weg in Hetjershausen sind nach ihm benannt.

## Werke (Auswahl)

### Urheberschaft inschriftlich belegt
- Flügelaltar aus Geismar (Göttingen), 1499, heute im Städtischen Museum in Göttingen[1]
- Marienaltar der Kirche in Hetjershausen, 1509
- Hauptaltar und Madonna auf der Mondsichel der St. Marien-Kirche (Göttingen), 1524

### Urheberschaft erschlossen
- Flügelaltar der ehemaligen Marienkapelle in Förste (seit 1939 in der St.-Martins-Kirche, Nienstedt am Harz)[2], 1503 (?)
- kleiner Klappaltar (Marienaltar) der Stiftskirche St. Alexander in Einbeck, 1509
- Flügelaltar der Marienkirche in Osterode am Harz, 1517
- Figuren vom Altar der Augustiner-Chorherrenkirche St. Blasii in Fredelsloh, um 1520
- Reliquienbüste einer Heiligen, Göttingen, um 1520
- Vier Heiligenfiguren im Mittelschrein des Hauptaltars der ehemaligen Klosterkirche St. Christophorus in Reinhausen